# Puchar Świata w Piłce siatkowej Kobiet 1985
IV Puchar Świata w piłce siatkowej kobiet odbył się w 1985 roku w Tokio w Japonii. W Pucharze wystartowało 8 reprezentacji. Mistrzem po raz drugi została reprezentacja Chin.

## Klasyfikacja końcowa
| Miejsce | Reprezentacja    |
| ------- | ---------------- |
|         | Chiny            |
|         | Kuba             |
|         | ZSRR             |
| 4.      | Japonia          |
| 5.      | Peru             |
| 6.      | Brazylia         |
| 7.      | Korea Południowa |
| 8.      | Tunezja          |